# Jan Schreiner

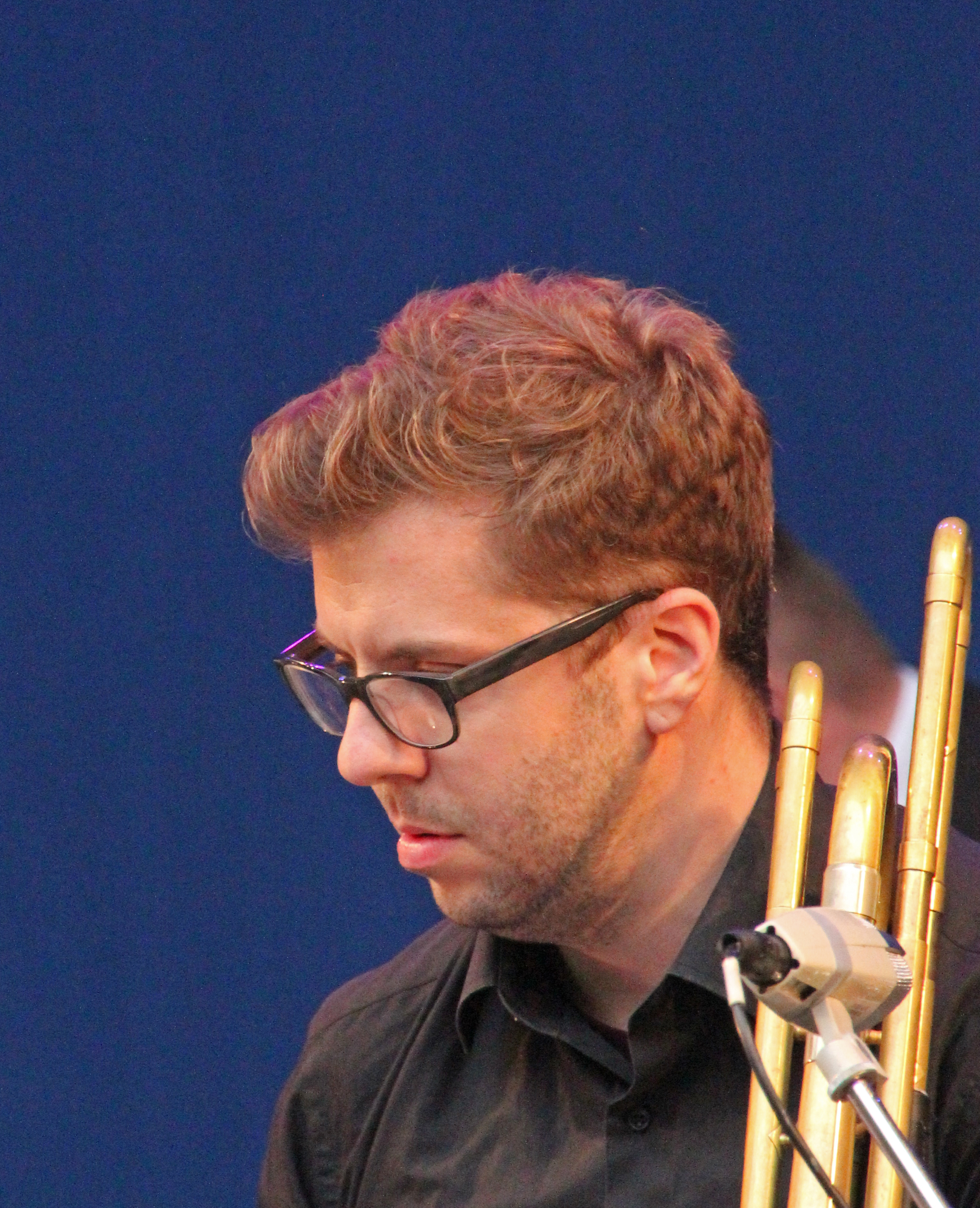
Jan Schreiner 2017 bei Jazz im Palmengarten in Frankfurt

Jan Schreiner (* 1984 in Stuttgart) ist ein deutscher Jazzmusiker (Bassposaune, Tuba) und Komponist.

## Leben und Wirken
Schreiner wuchs in Alfdorf bei Schwäbisch Gmünd auf. Im örtlichen Musikverein lernte er mit sechs Jahren Trompete, bevor er als Jugendlicher auf die Posaune umstieg. Er hatte Unterricht bei Vichan Molerov und spielte in regionalen Bigbands wie der PH-Bigband Schwäbisch Gmünd, der Young Jazz and Rock Honoration Aalen und der Lumberjack Bigband Göppingen. In Stuttgart hatte er Unterricht bei Uli Röser; nach dem Zivildienst begann er ab 2004 sein Musikstudium in Mannheim bei Günter Bollmann, das er 2006 in Luzern (Unterricht bei Nils Wogram) fortsetzte. In dieser Zeit wechselte er zur Bassposaune und zur Tuba. 2004 gehörte er dem Landesjugendjazzorchester Baden-Württemberg unter der Leitung von Bernd Konrad an; von 2005 bis 2008 war er Mitglied im Bundesjazzorchester.
Mit David Grottschreiber und Matthias Tschopp gründete Schreiner 2007 das Lucerne Jazz Orchestra, mit dem mehrere Alben entstanden. Nach dem Diplom als Musik-Pädagoge (2008) und im Fach Performance (2009) zog er zunächst nach Berlin, anschließend nach Köln. 2009 gründete er mit Andreas Tschopp, Bernhard Bamert und Nils Wogram das Vertigo Trombone Quartett, mit dem er 2012 als Gastsolist bei der Produktion Wagnerin der Bayerischen Staatsoper bei den Münchner Opernfestspielen engagiert war und mit dem bisher (2018) zwei Alben entstanden. Seit 2009 ist er fester Bassposaunist und Tubist des Ed Partyka Jazz Orchestras. 2010 war er Mitbegründer des Berlin Art Orchestra (mit Stefan Schultze und Uli Kempendorff); auch gehört er zu Malte Schillers Red Balloon, zum Till Brönner Orchestra und Jens Böckamps Flow Quartet. 2014 arbeitet er mit seinem Jan Schreiner Large Ensemble. Auch ist er an Aufnahmen mit Hannah Köpf, Reinhold Schmölzer sowie Tobias Wember/Subway Jazz Orchestra beteiligt. Nach Tom Lord war er zwischen 2008 und 2019 an 18 Aufnahmesessions beteiligt. Zu hören ist er u. a. auch auf Jürgen Friedrichs Semi Song (2022).

## Diskographische Hinweise
- Claudio Puntin & Lucerne Jazz Orchestra: Berge versetzen (Unit Records 2010)
- Vertigo Trombone Quartet: Developing Good Habits (nWog Records 2014)
- Stefan Schultze - Large Ensemble Erratic Wish Machine (WhyPlayJazz 2015, mit Wu Wei, Heiner Wiberny, Charlotte Greve, Stefan Karl Schmid, Peter Ehwald, Heiko Bidmon, Benny Brown & Felix Meyer, Florian Menzel, Volker Deglmann, John-Dennis Renken, Simon Harrer, Janning Trumann, Tim Hepburn, Martin Schulte, Jürgen Friedrich, Matthias Akeo Nowak, Daniel Schröteler)
- Jan Schreiner Large Ensemble: You Better Look Twice (Galileo Music Communication 2018, mit Felix Meyer, Bastian Stein, Raphael Klemm, Linus Bernoulli, Malte Dürrschnabel, Theresia Philipp, Jens Böckamp, Jürgen Friedrich, David Helm, Fabian Arends)
- Vertigo Trombone Quartet: Good Life (nWog Records 2018)